# Pristigenys meyeri
Pristigenys meyeri är en fiskart som först beskrevs av Günther 1872.  Pristigenys meyeri ingår i släktet Pristigenys och familjen Priacanthidae. Inga underarter finns listade i Catalogue of Life.